# Mary Schmich
Mary Theresa Schmich é uma colunista do Chicago Tribune. Escreveu em sua coluna no ano de 1997 o famoso texto Wear Sunscreen.
Recebeu o Prémio Pulitzer de Comentário em 2012.